# La Haye-Bellefond
La Haye-Bellefond är en kommun i departementet Manche i regionen Normandie i norra Frankrike. Kommunen ligger i kantonen Percy som tillhör arrondissementet Saint-Lô. År 2022 hade La Haye-Bellefond 67 invånare.

## Befolkningsutveckling
Antalet invånare i kommunen La Haye-Bellefond
| Referens: INSEE |